# Frövi
Frövi är en tätort i sydöstra delen av Lindesbergs kommun, Örebro län, Västmanland. 

## Ortnamnet
En gammal tolkning av namnet är att det skulle betyda gudinnan Fröjas vi (helgedom). Därför heter Frövis idrottsplats Fröjevi. 
År 1923 blev namnet omtolkat av ortnamnsforskaren Jöran Sahlgren, som inte ansåg att -vi skulle betyda kultplats. Sahlgren ansåg att -vi skulle komma av viþi 'skog'. Eftersom ortnamnet skrevs j Ffrødehwi år 1457 kunde inte förleden kunna komma av Fröja utan kanske av ett fornsvenskt ord frödh 'starkt växande' (alltså en frodigt växande skog). Alternativt skulle frödh kunna komma av ett å- eller bäcknamn som svarar mot det norska dialektordet fraud. Frövi ligger vid en å, som skulle kunna ha haft ett namn som betydde 'den fradgiga'. År 2001 föreslogs som alternativ att namnet kunde komma av ett fornsvenskt *frødhe 'fruktbarhet'. Då skulle namnet kunna betyda 'fruktbarhetshelgedomen'.
Frövi lydde tidigare under Hinseberg och var då ett järnbruk.

## Historia

### Järnvägsknut

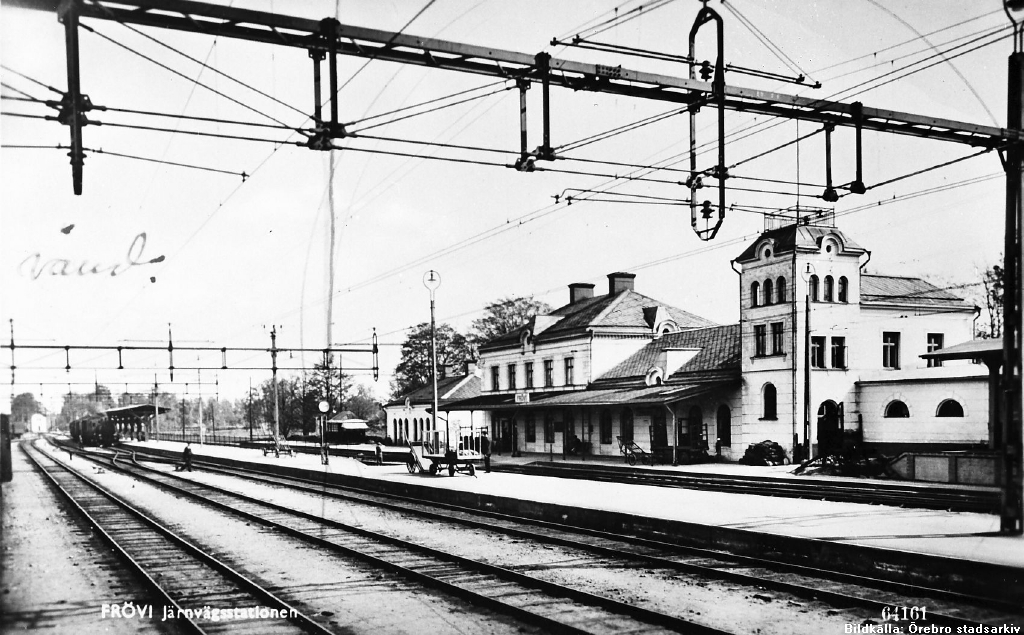
Frövi järnvägsstation år 1944.

I januari 1857 anlades här en järnvägsstation, Frövi station, på Köping–Hults Järnväg. Frövi blev en järnvägsknut när Frövi-Ludvika Järnväg inledde trafiken mellan Frövi och Ludvika 1873. I december 1900 öppnades Statsbanan Krylbo–Örebro. Nuvarande stationshuset uppfördes 1874. Innan dess fanns ett litet stationshus som stod färdig 1858 och var en låg envånings tegelbyggnad. Mittemot står "Frövi Hotell",  en vacker byggnad från sekelskiftet 1900. Hotellet var för sin tid ett mycket typiskt så kallat järnvägshotell.
Orten kom att växa fram i nära anslutning till utvecklingen av Frövifors pappersbruk som grundades 1901.

### Administrativa tillhörigheter
Frövi var en ort i Näsby socken och Frövi ingick efter kommunreformen 1862 i Näsby landskommun. 19 november 1914 inrättades i landskommunen Frövi municipalsamhälle för orten. 1955 ombildades landskommunen med municipalsamhället till Frövi köping. 1971 uppgick köpingen i Lindesbergs kommun.
Frövi ingick till 1899 i Fellingsbro tingslag, därefter till 1951 i Lindes domsagas tingslag och sedan till 1971 i Lindes och Nora domsagas tingslag. Från 1971 till 2005 ingick orten i Lindesbergs domsaga och Frövi ingår sedan 2005 i Örebro domsaga.

### Befolkningsutveckling
| Befolkningsutvecklingen i Frövi 1960–2020 | Befolkningsutvecklingen i Frövi 1960–2020 | Befolkningsutvecklingen i Frövi 1960–2020 | Befolkningsutvecklingen i Frövi 1960–2020 | Befolkningsutvecklingen i Frövi 1960–2020 |
| ----------------------------------------- | ----------------------------------------- | ----------------------------------------- | ----------------------------------------- | ----------------------------------------- |
|                                           |                                           |                                           |                                           |                                           |
| År                                        |                                           |                                           | Folkmängd                                 | Areal (ha)                                |
| 1960                                      | 1960                                      |                                           | 2 174                                     |                                           |
| 1965                                      | 1965                                      |                                           | 2 492                                     |                                           |
| 1970                                      | 1970                                      |                                           | 2 586                                     |                                           |
| 1975                                      | 1975                                      |                                           | 2 583                                     |                                           |
| 1980                                      | 1980                                      |                                           | 2 738                                     |                                           |
| 1990                                      | 1990                                      |                                           | 2 653                                     | 343                                       |
| 1995                                      | 1995                                      |                                           | 2 673                                     | 363                                       |
| 2000                                      | 2000                                      |                                           | 2 568                                     | 368                                       |
| 2005                                      | 2005                                      |                                           | 2 493                                     | 368                                       |
| 2010                                      | 2010                                      |                                           | 2 516                                     | 366                                       |
| 2015                                      | 2015                                      |                                           | 2 480                                     | 252                                       |
| 2020                                      | 2020                                      |                                           | 2 559                                     | 253                                       |
|                                           |                                           |                                           |                                           |                                           |

## Samhället
I centrala Frövi, intill äldreboendet Tallen, lät föreningen "Positiva Frövi" år 2011 resa en runsten. Inskriptionen lyder: "Positiva Frövi lät resa denna sten åt - Frövi 2011. Här skall redliga människor leva - och i alla sina dagar njuta sin lycka. Staff ristade." Textslingan är utförd i guld och rött.

## Kommunikationer
Frövi är fortfarande en viktig trafikknutpunkt och via Frövi finns förbindelse med Örebro i söder, Arboga i öster med buss samt Fagersta och Borlänge i norr. Linjerna  Godsstråket genom Bergslagen och Bergslagsbanan går genom Frövi.

## Näringsliv
I Frövi är Billerud Frövi den största arbetsgivaren, vilket också är sevärdheterna med Frövifors pappersbruksmuseum. Frövi Greenery driver en av Sveriges största tomatodlingar och sysselsätter 140 personer.  I orten ligger också Näsby kyrka, sockenkyrkan i Näsby socken.

## Evenemang
Frövi hade en egen rockfestival vid namn "Rockviken" som startade 2013. Rockviken äge rum på Prästryggens camping och festivalområde som låg längs med sjön Väringen.

## Bilder

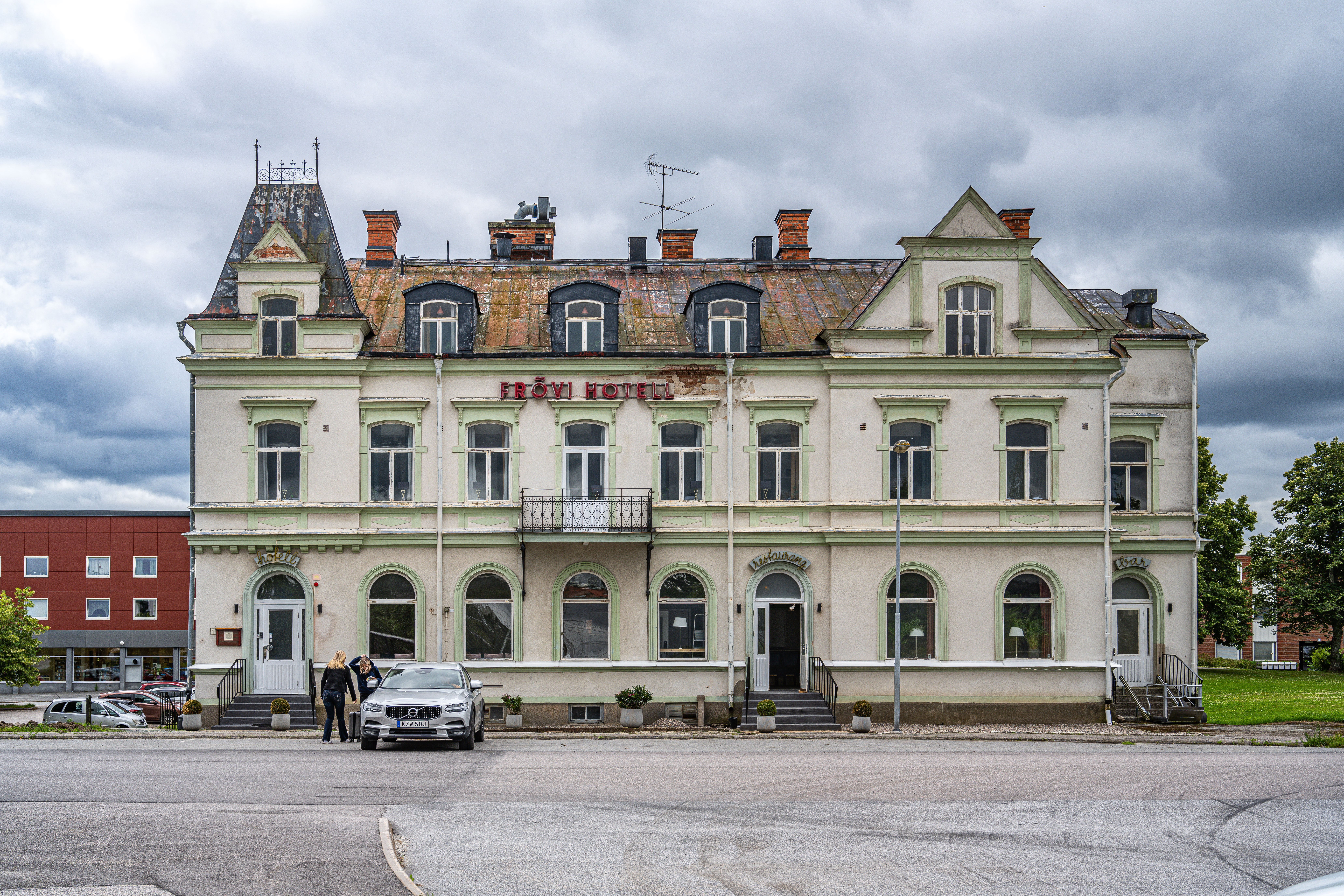
Frövi Hotell vid järnvägsstationen
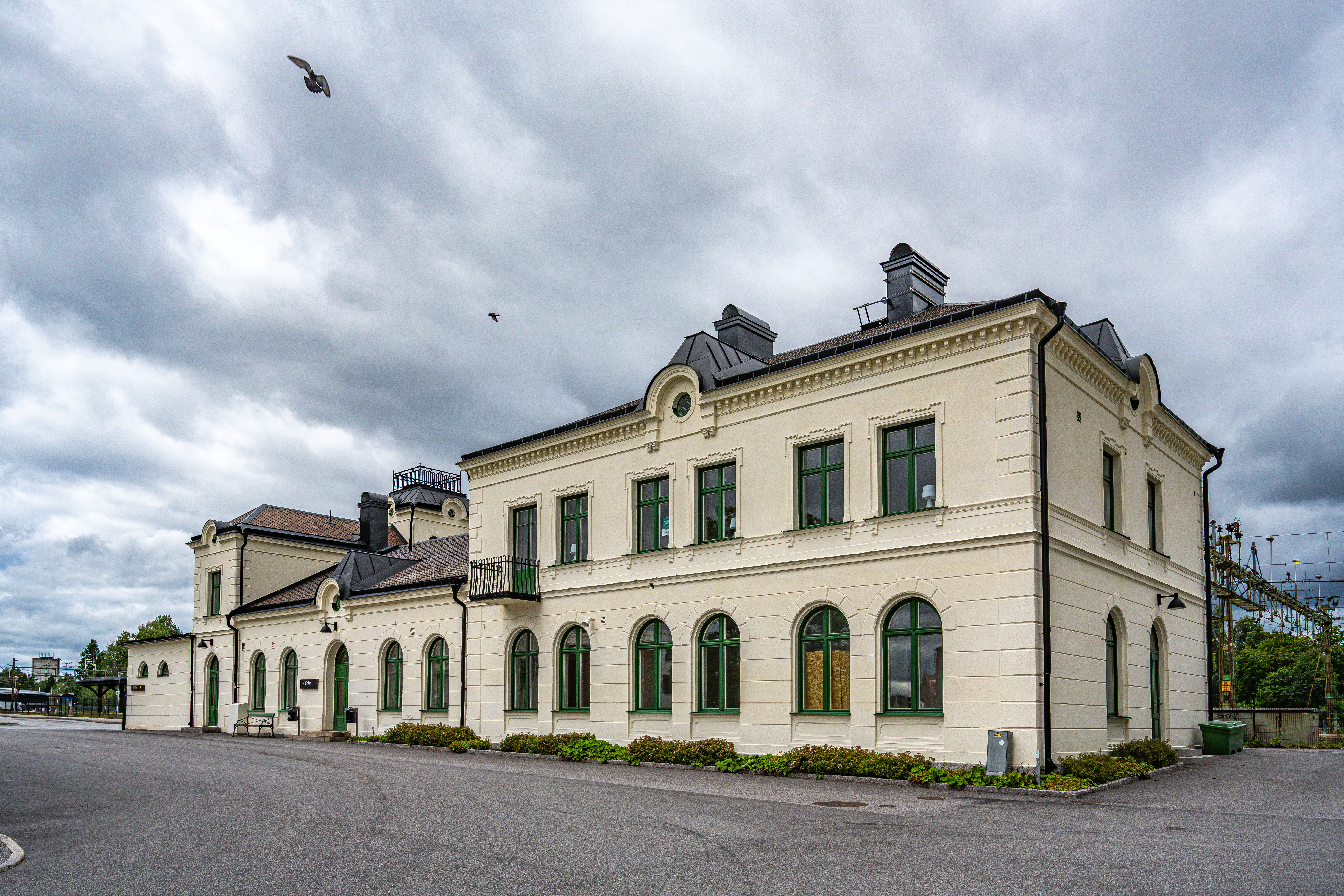
Frövi stationshus
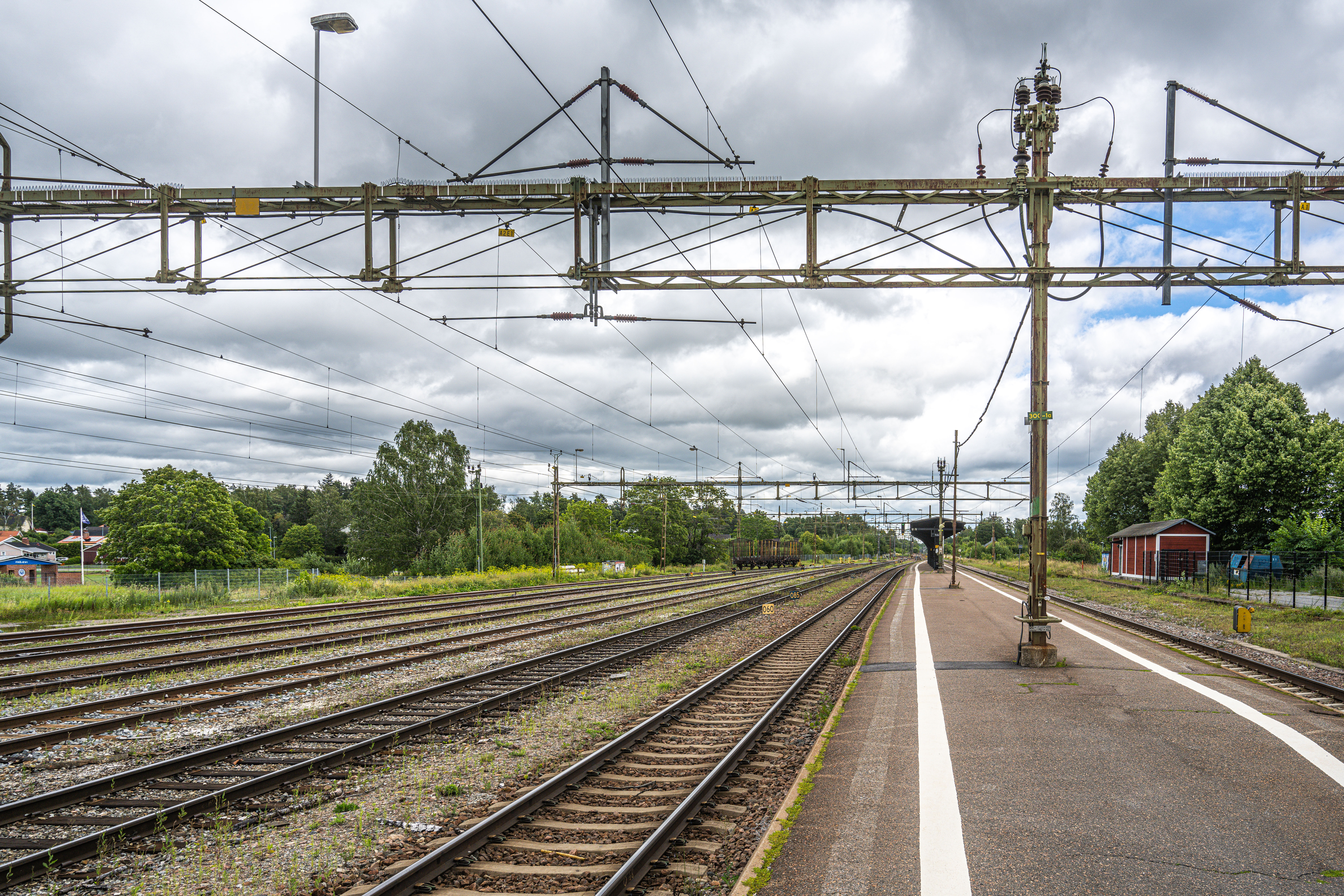
Frövi järnvägsstation
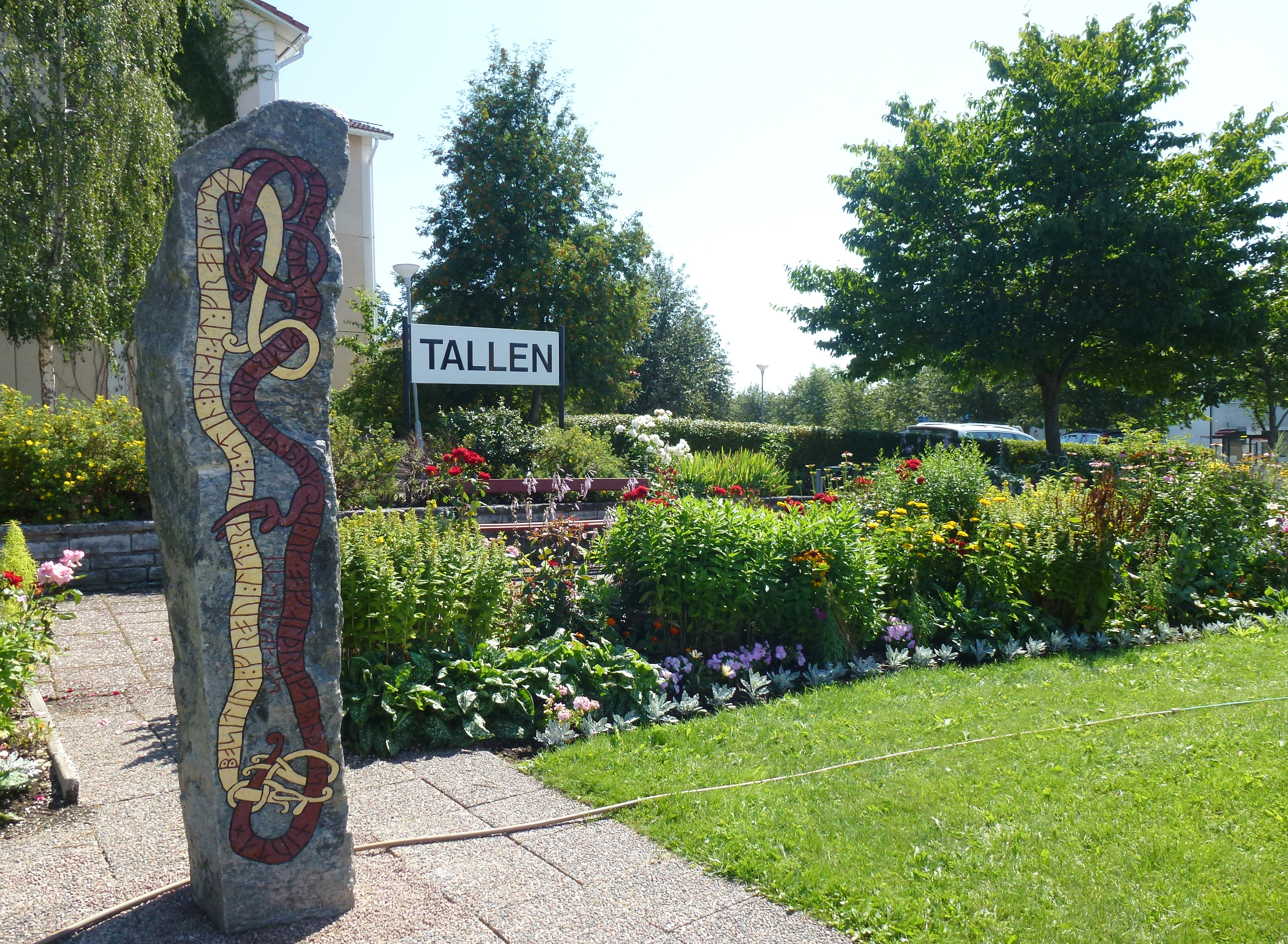
Runstenen i Frövi centrum